# Carex ducellieri
Carex ducellieri är en halvgräsart som beskrevs av Gustave Beauverd. Carex ducellieri ingår i släktet starrar, och familjen halvgräs. Inga underarter finns listade i Catalogue of Life.